# Brozimum
Brozimum (lat. Brosimum), rod korisnog vazdazelenog drveća iz porodice dudovki. Sastoji se od desetak vrsta raširenih po tropskoj Americi.

## Vrste
1. Brosimum acutifolium Huber
2. Brosimum alicastrum Sw.
3. Brosimum costaricanum Liebm.
4. Brosimum gaudichaudii Trécul
5. Brosimum glaucum Taub.
6. Brosimum glaziovii Taub.
7. Brosimum guianense (Aubl.) Huber ex Ducke
8. Brosimum lactescens (S.Moore) C.C.Berg
9. Brosimum longifolium Ducke
10. Brosimum melanopotamicum C.C.Berg
11. Brosimum multinervium C.C.Berg
12. Brosimum parinarioides Ducke
13. Brosimum potabile Ducke
14. Brosimum rubescens Taub.
15. Brosimum utile (Kunth) Oken

- Brosimum gaudichaudii, plod
- Brosimum rubescens, deblo